# قرار مجلس الأمن التابع للأمم المتحدة رقم 2036
قرار مجلس الأمن التابع للأمم المتحدة رقم 2036، المتخذ بالإجماع في 22 فبراير 2012.

## روابط خارجية
- نص القرار في undocs.org